# Instrucción entre pares
La Instrucción entre Pares es un método de enseñanza interactivo desarrollado por el profesor de Harvard, Eric Mazur ,en los años 1990.
Originalmente utilizado para mejorar el aprendizaje en clases de introducción a la física de pregrado en Universidad de Harvard, se utiliza en diversas disciplinas e instituciones de todo el mundo. Se trata de un enfoque centrado en el estudiante que involucra "invertir" el aula tradicional transfiriendo la información hacia fuera y trayendo la asimilación de la información  al aula Archivado el 3 de noviembre de 2012 en Wayback Machine.. La investigación demuestra la eficacia de Instrucción entre Pares sobre los métodos de enseñanza más tradicionales, como una conferencia pura.
Instrucción Entre Pares como un sistema de aprendizaje consiste en preparar a los estudiantes para aprender fuera de clase, haciendo pre-lecturas de clase y responder a preguntas sobre las lecturas utilizando otro método, llamado la enseñanza "justo a tiempo". Luego, en clase, el instructor involucra a los estudiantes al plantear cuestiones conceptuales preparadas o ConcepTests Archivado el 27 de agosto de 2012 en Wayback Machine. que se basan en dificultades de los alumnos. El procedimiento a seguir indicado por Eric Mazur es el siguiente:

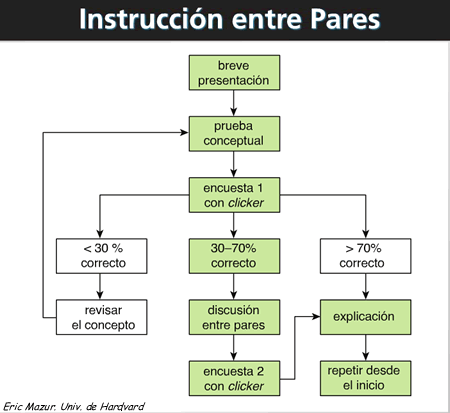
Instrucción entre Pares

1. Instructor plantea preguntas basadas en las respuestas de los alumnos a su clase de pre-lectura.
2. Los estudiantes reflexionan sobre la cuestión.
3. Los alumnos se comprometen a una respuesta individual.
4. El instructor revisa las respuestas del alumno.
5. Los estudiantes discuten sus ideas y respuestas con sus compañeros.
6. Luego, los estudiantes se comprometen de nuevo a una respuesta individual.
7. Por último, de nuevo el instructor revisa las respuestas y decide si se necesita más explicación antes de pasar a la siguiente concepto.[2][5]

Instrucción entre Pares ahora se utiliza en una gama de tipos de instituciones en todo el mundo y en muchas otras disciplinas, como la filosofía, psicología, geología, biología, matemáticas, ciencias de la computación y la ingeniería.

## Recursos de la Instrucción entre Pares
Red de Instrucción entre Pares, cofundada por Eric Mazur y posdoctorado Julie Schell, es una red social global donde los educadores interesados en la Instrucción Entre Pares se pueden conectar, compartir y aprender. Turn to Your Neighbor Archivado el 16 de marzo de 2012 en Wayback Machine., escrito por Schell, es el blog oficial de Instrucción Entre Pares y contiene numerosos artículos sobre la ejecución, los recursos y su utilización. The PER User's Guide también ofrece una guía de implementación y numerosos recursos en Instrucción Entre Pares.